# Пугач аравійський
Пугач аравійський (Bubo milesi) — вид птахів родини совових (Strigidae). Поширений на Аравійському півострові.

## Поширення
Поширений у південно-західній частині Саудівської Аравії, Ємені, Омані та Об'єднаних Арабських Еміратах. У першу чергу вид відомий у прибережних районах і трохи вглиб півострова, мабуть, птах уникає найбільш безплідних внутрішніх пустель регіону.
Популяція нараховує 2000 пар: 800 пар у Саудівській Аравії, 900 пар у Ємені, 300 пар в Омані та невідома, але невелика кількість в ОАЕ.

## Спосіб життя
Нічний мисливець із чудовим нічним зором. Полює переважно на гризунів та інших дрібних тварин. Гніздиться у ваді, на скелях, стінах каньйону, великих пальмах та інших деревах.